# Lenguas mataco-guaicurúes

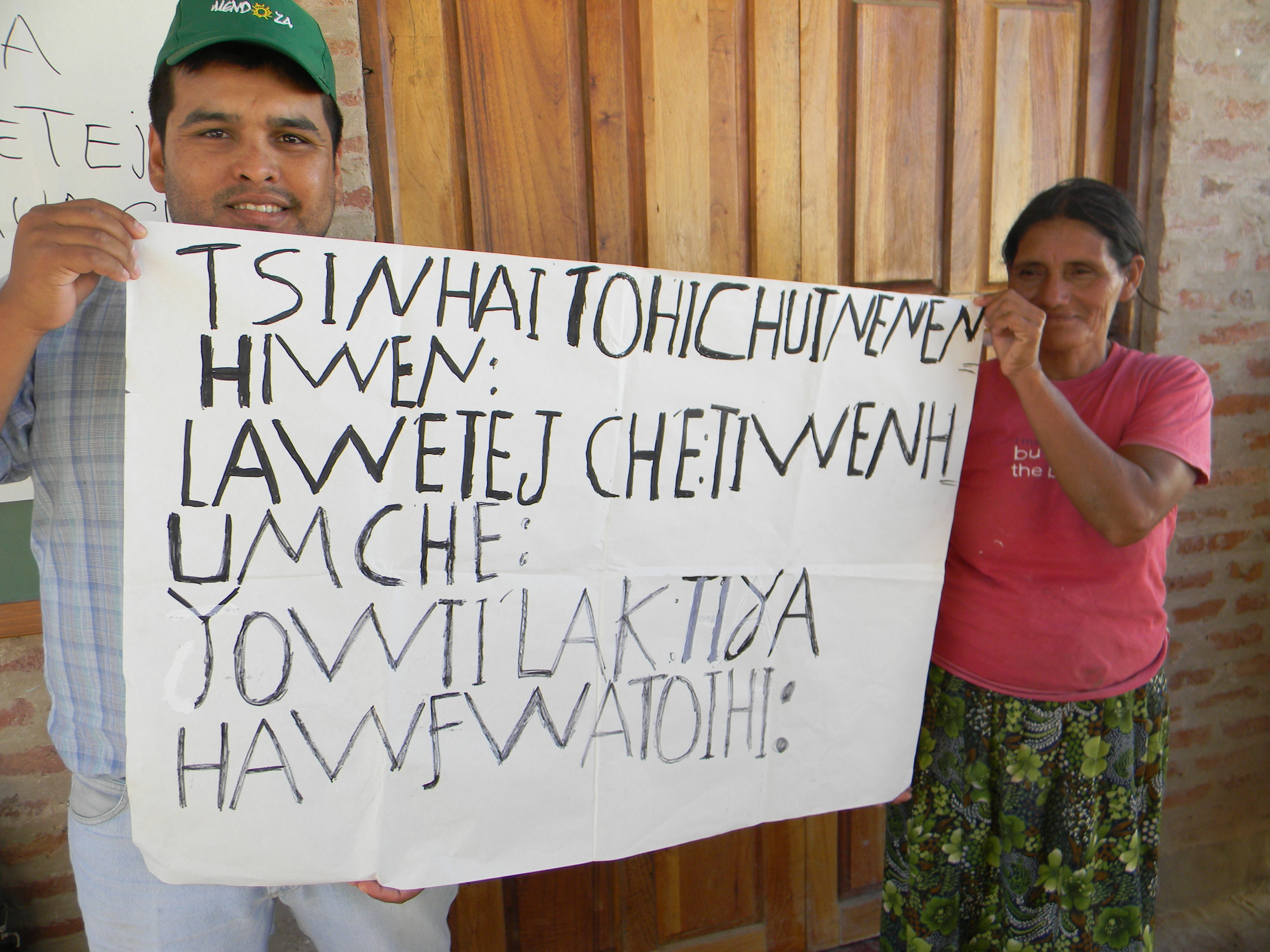
Cartel en idioma mataco en Coronel Juan Solá, provincia de Salta, Argentina.

La familia de lenguas mataco-guaicurú es un conjunto de 12 lenguas indígenas de América habladas en Argentina, Bolivia, Brasil y Paraguay. Comprende dos subfamilias, con un total aproximado de 100 000 hablantes distribuidos en las cuencas de los ríos Bermejo, Pilcomayo y Paraguay. Una lengua (el abipón) está extinguida y otras están amenazadas.

## Clasificación
La relación entre ambos grupos fue intuida por Samuel Alejandro Lafone Quevedo en 1896, aunque el primer trabajo comparativo con cierta profundidad es muy reciente. José Pedro Viegas Barros (en 1993-1994) comparó ambas familias y propuso un esbozo de reconstrucción del sistema fonológico, unas pocas decenas de similitudes gramaticales y unos setenta cognados. Este estudio incluye datos no solo de las lenguas habladas actualmente sino también del abipón, el payaguá y el guachí (las dos últimas cuentan con muy poca documentación, y su inclusión en la familia debe considerarse más insegura).

### Lenguas de la familia
| Subfamilia          | Lengua                     | Dialectos                                                             | Cobertura geográfica                                                                     | n.º estimado de hablantes                                                                                | Código ISO/DIS 639-3 |
| ------------------- | -------------------------- | --------------------------------------------------------------------- | ---------------------------------------------------------------------------------------- | --- | -------------------- |
| Guaicurú (Guaykurú) | Abipón                     |                                                                       | Argentina                                                                                | Extinguido                                                                                               | [axb]                |
| Guaicurú (Guaykurú) | Caduveo (kaduweu)          |                                                                       | 3 aldeas en la Serra da Bodoquena, Mato Grosso del Sur (Brasil)                          | 1200-1800 (1995) ~1590 (1998) 1.600 (2006)                                                               | [kbc]                |
| Guaicurú (Guaykurú) | Mocoví (moqoit la’qaatqa)  |                                                                       | Provincia del Chaco, Formosa y norte de Santa Fe (Argentina)                             | ~4530 (2000) 3000-5000 (2008) 15.900 (2020)                                                              | [moc]                |
| Guaicurú (Guaykurú) | Pilagá (pit´laxá)          | Toba-pilagá (toba del oeste, sombrero negro), Chaco pilagá (toba sur) | Provincias de Formosa y Chaco (Argentina)                                                | ~4000 (2004) 2000-5000 (2008) 4.765 (2020)                                                               | [plg]                |
| Guaicurú (Guaykurú) | Toba (qomlaqtaq)           | Toba del sudeste, toba del norte.                                     | Provincias de Chaco y Formosa (Argentina), Paraguay, Bolivia                             | ~15 781 (1991) ~21 410 (2000) 20 000 (2008) 90.000 (2020)                                                | [tob]                |
| Mataco (mataguayo)  | Nivaclé (chulupí-ašlušlay) | Nivaclé de la selva y nivaclé del río                                 | Departamentos de Presidente Hayes y Boquerón (Paraguay) y noreste de Formosa (Argentina) | 10 200 -13 900 (1991) 18 000 (2008)                                                                      | [cag]                |
| Mataco (mataguayo)  | Chorote iyo'wujwa          |                                                                       | Argentina, Paraguay, Bolivia                                                             | 2000 (1991) (total de ambas lenguas chorotes) ~2030 (2007). Posiblemente extinto en Bolivia (8 en 1982). | [crq]                |
| Mataco (mataguayo)  | Chorote iyojwa'ja          |                                                                       | Noreste de la provincia de Formosa (Argentina).                                          | ~800 (1982)                                                                                              | [crt]                |
| Mataco (mataguayo)  | Maká                       |                                                                       | Paraguay y noreste de la provincia de Formosa (Argentina).                               | ~1500 (2000) 1050 (2007)                                                                                 | [mca]                |
| Mataco (mataguayo)  | Wichí lhamtés nocten       |                                                                       | Centro-norte del departamento de Tarija (Bolivia), norte de Salta (Argentina).           | ~2081 (1994) 2000 (2008) 51.000 (2020)                                                                   | [mtp]                |
| Mataco (mataguayo)  | Wichí lhamtés güisnay      |                                                                       | Área del río Pilcomayo (Argentina)                                                       | ~15 000 (1999) ~15 000(2008)                                                                             | [mzh]                |
| Mataco (mataguayo)  | Wichí lhamtés vejoz        | Bermejo vejoz Bermejo teuco                                           | Provincias de Chaco, Formosa, Salta, (Argentina) y Bolivia                               | ~25 000 (1991) ~28 000 (2008) (~3000 teuco)                                                              | [wlv]                |

### Clasificación interna
Basándose en comparación de vocabulario, el proyecto de comparación automática ASJP que se basa en la distancia de Levenshtein entre palabras de una lista de cognados clasifica automáticamente las lenguas en un árbol binario. Para las lenguas mataco-guaicurú el árbol que proporciona (que no necesariamente se corresponde en todos los detalles con el árbol filogenético correcto) es el siguiente:

|  | Macá    |
|  |         |
|  | Nivacle |
|  |         |

|  | Chorote |
|  |         |
|  | Mataco  |
|  |         |

|  | Macá    |
|  |         |
|  | Nivacle |
|  |         |

|  | Chorote |
|  |         |
|  | Mataco  |
|  |         |

|  | Macá    |
|  |         |
|  | Nivacle |
|  |         |

|  | Chorote |
|  |         |
|  | Mataco  |
|  |         |

|  | Macá    |
|  |         |
|  | Nivacle |
|  |         |

|  | Chorote |
|  |         |
|  | Mataco  |
|  |         |

|  | Toba                                              |
|  |                                                   |
|  | \| \| Mocoví \| \| \| \| \| \| Pilagá \| \| \| \| |
|  |                                                   |
|  | Mocoví                                            |
|  |                                                   |
|  | Pilagá                                            |
|  |                                                   |

|  | Mocoví |
|  |        |
|  | Pilagá |
|  |        |

|  | Toba                                              |
|  |                                                   |
|  | \| \| Mocoví \| \| \| \| \| \| Pilagá \| \| \| \| |
|  |                                                   |
|  | Mocoví                                            |
|  |                                                   |
|  | Pilagá                                            |
|  |                                                   |

|  | Mocoví |
|  |        |
|  | Pilagá |
|  |        |

|  | Toba                                              |
|  |                                                   |
|  | \| \| Mocoví \| \| \| \| \| \| Pilagá \| \| \| \| |
|  |                                                   |
|  | Mocoví                                            |
|  |                                                   |
|  | Pilagá                                            |
|  |                                                   |

|  | Mocoví |
|  |        |
|  | Pilagá |
|  |        |

|  | Toba                                              |
|  |                                                   |
|  | \| \| Mocoví \| \| \| \| \| \| Pilagá \| \| \| \| |
|  |                                                   |
|  | Mocoví                                            |
|  |                                                   |
|  | Pilagá                                            |
|  |                                                   |

|  | Mocoví |
|  |        |
|  | Pilagá |
|  |        |

|  | Macá    |
|  |         |
|  | Nivacle |
|  |         |

|  | Chorote |
|  |         |
|  | Mataco  |
|  |         |

|  | Macá    |
|  |         |
|  | Nivacle |
|  |         |

|  | Chorote |
|  |         |
|  | Mataco  |
|  |         |

|  | Macá    |
|  |         |
|  | Nivacle |
|  |         |

|  | Chorote |
|  |         |
|  | Mataco  |
|  |         |

|  | Macá    |
|  |         |
|  | Nivacle |
|  |         |

|  | Chorote |
|  |         |
|  | Mataco  |
|  |         |

|  | Toba                                              |
|  |                                                   |
|  | \| \| Mocoví \| \| \| \| \| \| Pilagá \| \| \| \| |
|  |                                                   |
|  | Mocoví                                            |
|  |                                                   |
|  | Pilagá                                            |
|  |                                                   |

|  | Mocoví |
|  |        |
|  | Pilagá |
|  |        |

|  | Toba                                              |
|  |                                                   |
|  | \| \| Mocoví \| \| \| \| \| \| Pilagá \| \| \| \| |
|  |                                                   |
|  | Mocoví                                            |
|  |                                                   |
|  | Pilagá                                            |
|  |                                                   |

|  | Mocoví |
|  |        |
|  | Pilagá |
|  |        |

|  | Toba                                              |
|  |                                                   |
|  | \| \| Mocoví \| \| \| \| \| \| Pilagá \| \| \| \| |
|  |                                                   |
|  | Mocoví                                            |
|  |                                                   |
|  | Pilagá                                            |
|  |                                                   |

|  | Mocoví |
|  |        |
|  | Pilagá |
|  |        |

|  | Toba                                              |
|  |                                                   |
|  | \| \| Mocoví \| \| \| \| \| \| Pilagá \| \| \| \| |
|  |                                                   |
|  | Mocoví                                            |
|  |                                                   |
|  | Pilagá                                            |
|  |                                                   |

|  | Mocoví |
|  |        |
|  | Pilagá |
|  |        |

Viegas Barros (1993-94) considera que el payaguá y el guachí serían dos ramas paralelas la rama mataguaya y a la rama guaicurú.

### Relación con otras lenguas
No existe una demostración convincente de que las lenguas mataco-guaicurú estén relacionadas con otras lenguas de América. Viegas Barros ha encontrado una serie de semejanzas entre el sistema pronominal de estas lenguas y el de las lenguas macro-yê.
Previamente Morris Swadesh había conjeturado un grupo macro-guaicurú que incluía también a las lenguas mascoyanas y las lenguas charrúas, y Greenberg había especulado la posible existencia de un parentesco con las lenguas pano-tacanas, aunque ninguna de estas dos propuestas tiene aceptación general.

## Descripción lingüística

### Gramática
El siguiente cuadro compara los pronombres personales de las lenguas matacanas y guaicurúes:

| GLOSA                | Waikurú  | Waikurú | Waikurú                | Waikurú               | Mataguayo |
| GLOSA                | Kaduweu  | toba    | Abipón                 | Mocoví                | Wichí     |
| -------------------- | -------- | ------- | ---------------------- | --------------------- | --------- |
| 1.ª persona singular | èé       | hayem   | aym                    | aym                   | olam      |
| 2.ª persona singular | akáme    | ʔam     | akami                  | akami                 | am        |
| 3.ª persona singular | iddoatte | -mari   | iñi (m.) añi (f.)      | ini (m.) ani (f.)     | lam       |
| 1.ª persona plural   | okó      | qomi    | akam                   | okom                  | olamel    |
| 2.ª persona plural   | okami    | qami    | akamii                 | akami                 | amel      |
| 3.ª persona plural   | iddá     | -mari   | hiniha (m.) añija (f.) | inisó (m.) anisó (f.) | lamel     |

### Comparación léxica
Los numerales en diferentes lenguas mataco-guaicurú son:
| GLOSA | Mataguayo         | Mataguayo        | Mataguayo      | Mataguayo    | Guaicurú            | Guaicurú      | Guaicurú    | Guaicurú                 | Guaicurú       |
| GLOSA | Chulupí (nivaclé) | Chorote          | Maca           | Wichí Vejoz  | Kadiwéu             | Mocoví        | Pilagá      | Qom (toba)               | Abipón         |
| ----- | ----------------- | ---------------- | -------------- | ------------ | ------------------- | ------------- | ----------- | ------------------------ | -------------- |
| '1'   | huéšla            | i'fʷjenliʔ       | aweθ           | weyajla      | oninadateci         | (oono)kiʔ     | (ono)-lek   | (ono)-lek / nathedac     | -atara         |
| '2'   | näpú              | ti'mes           | waʦ'huk        | takuas       | -wataale            | (doos)olkaiʔ  | (dos)-ol-qa | (dos)-ol-qa/ cacayni     | -aka           |
| '3'   | pú-šana           | na'xape          | waʦ'čat-čo-weθ | takuya       | -towataadɣi         | (tres)olkaiʔ  |             | (tres)-ol-qa/ cacaynilia | iñoaka iekaiñi |
| '4'   | it-čat-cúč        | ix'ñuliʦi        | ig-wat-kuθ     | no-kue-poyek | goatolo             | (kwatr)olkaiʔ |             | nalotapegat              | naatapici      |
| '5'   | huéšla-noétj      | yen-sikio-no     | aweθ-taʦ'hai   |              | nigotino ɣobaɣadi   | (sink)olkaiʔ  |             | nivoca cacainilia        | hanamhegen     |
| '6'   |                   | iyenɬe- tamni    |                |              | dibatiogi ɣobaɣadi  | (sais)olkaiʔ  |             |                          |                |
| '7'   |                   | 2+5              |                |              |                     | (sieet)olkaiʔ |             |                          |                |
| '8'   |                   | 3+5              |                |              | (oito)              | (ootʃ)olkaiʔ  |             |                          |                |
| '9'   |                   | 4+5              |                |              | (noobi)             | (nwew)olkaiʔ  |             |                          |                |
| '10'  |                   | tiwono- sikio-ya | lafij          | lajelaplesa  | nigotini ɣobaɣatedi | (dies)olkaiʔ  |             |                          |                |
Los términos entre paréntesis son préstamos léxicos del español y del portugués.

## Proto-mataguayo
El proto-mataguayo reconstruido por Viegas Barros (2002):
| N.º | GLOSA                                                | PROTO- MATAGUAYO   |
| --- | ---------------------------------------------------- | ------------------ |
| 1   | ‘estar borracho’                                     | *-hwum             |
| 2   | ‘prefijo de segunda persona sujeto’                  | *hl-               |
| 3   | ‘maíz’                                               | *iphatha           |
| 4   | ‘tía’                                                | *-itho             |
| 5   | ‘arco’                                               | *-lutshe           |
| 6   | ‘hija’                                               | *-Ahse             |
| 7   | ‘amar’                                               | *-hmi              |
| 8   | ‘noche’                                              | *hnahn             |
| 9   | ‘niebla’                                             | *snaqaj            |
| 10  | ‘gato montés’                                        | *slAqaj            |
| 11  | ‘mosca’                                              | *k’ataq            |
| 12  | ‘abeja’                                              | *hnakotaq          |
| 13  | ‘ciempiés’                                           | *hwatsuq ~ *patsuq |
| 14  | ‘chamán’                                             | *jewu [*ʔjewu]     |
| 15  | ‘tener calor’                                        | *kju [*kjuʔ]       |
| 16  | ‘suciedad’                                           | *hele [*xele]      |
| 17  | ‘coatí’                                              | *him [*him]        |
| 18  | ‘suciedad’                                           | *xele              |
| 19  | ‘plural del sujeto (sufijo verbal)’                  | *-xe(ne)           |
| 20  | ‘cabeza’                                             | *-xetik            |
| 21  | ‘murciélago’                                         | *(V)xejʌʔ          |
| 22  | ‘primavera’                                          | *xinawʌp           |
| 23  | ‘1a. p. inclusivo’                                   | *xina-             |
| 24  | ‘1a. p. pl. inclusivo sujeto’                        | *xita-             |
| 25  | ‘al lado, alrededor’                                 | *-xop              |
| 26  | ‘palo cruz’                                          | *xoxewuk           |
| 27  | ‘luna’                                               | *xuweʔla           |
| 28  | ‘tusca’                                              | *xunxetek          |
| 29  | ‘garza’                                              | *axaʔ              |
| 30  | ‘puerta’                                             | *łaxi              |
| 31  | ‘ser gordo’                                          | *-ʌtax             |
| 32  | ‘cigüeña’                                            | *pʌjtsax           |
| 33  | ‘piel’                                               | *-ʔʌx              |
| 34  | ‘arco’                                               | *-lutsex           |
| 35  | ‘3a. p. posesivo’, ‘hoja de árbol’                   | *sex               |
| 36  | ‘hachar’                                             | *-xʷex             |
| 37  | ‘agujero’                                            | *towex             |
| 38  | ‘camino’                                             | *nʌjix             |
| 39  | ‘olor’                                               | *(V)nix            |
| 40  | ‘lavar’                                              | *tix               |
| 41  | ‘izquierda’                                          | *-xʷejix           |
| 42  | ‘comer’                                              | *-tux              |
| 43  | ‘pasto’                                              | *xup’              |
| 44  | ‘sufijo que indica lugar donde se realiza la acción’ | *-xij              |
| 45  | ‘verdadero’                                          | *ixʌ               |
| 46  | ‘1a. p. sujeto’                                      | *χa-               |
| 47  | ‘1a. p. sujeto’                                      | *χaj-              |
| 48  | ‘1a. p. sujeto’                                      | *χan-              |
| 49  | ‘chamán’                                             | *χajawu            |
| 50  | ‘coatí’                                              | *χim               |
| 51  | ‘hombre’                                             | *χinoʔ             |
| 52  | ‘arena’                                              | *χolo              |
| 53  | ‘sombra’                                             | *χupel             |
| 54  | ‘chajá’                                              | *tsʌχʌq            |
| 55  | ‘pescado (genérico); sábalo’                         | *saχets            |
| 56  | ‘nutria’                                             | *wiχelʌ            |
| 57  | ‘arena’                                              | *isʌχ              |
| 58  | ‘fuego’                                              | *itʌχ              |
| 59  | ‘garza rosada’                                       | *kinełitsaχ        |
| 60  | ‘oso hormiguero’                                     | *seulaχ            |
| 61  | ‘sapo’                                               | *tʌtsinaχ          |
| 62  | ‘sufijo nominal’                                     | *-taχ              |
| 63  | ‘humo’                                               | *tutsaχ            |
| 64  | ‘luciérnaga’                                         | *xʷetenaχ          |
| 65  | ‘mulita’                                             | *xʷoqotsaχ         |
| 66  | ‘cavar’                                              | *-tiłʌχ            |
| 67  | ‘ñandú’                                              | *wam(xa)łʌχ        |
| 68  | ‘voz’                                                | *-ʔʌχ              |